# Trzęsienie ziemi w Xingtai (1966)
Trzęsienie ziemi w Xingtai – trzęsienie ziemi o magnitudzie 6,8 stopnia w skali Richtera, które nawiedziło miasto Xingtai, 8 marca 1966 roku o godzinie 5:29 czasu miejscowego. W wyniku wstrząsów, śmierć poniosły 8064 osoby, dziesiątki tysięcy zostały ranne, a miliony straciły dach nad głową.
Wstrząs z 8 marca był pierwszym z serii pięciu wstrząsów, które nawiedziły okolice miasta Xingtai w marcu 1966 roku. 22 marca doszło do wstrząsu o sile 7,2, a 29 marca o sile 6,0 skali Richtera. Jednak tylko wstrząs z 8 marca wywołał ofiary śmiertelne.
Po tej feralnej serii wstrząsów, premier Zhou Enlai, który odwiedził tereny dotknięte klęską żywiołową, zlecił badania nad wcześniejszym prognozowaniem trzęsień ziemi w Chinach. Nie przyniosły one jednak pożądanych rezultatów, gdyż dziesięć lat później trzęsienie ziemi w mieście Tangshan, spowodowało śmierć 242 tys. ludzi.